# Galdogob

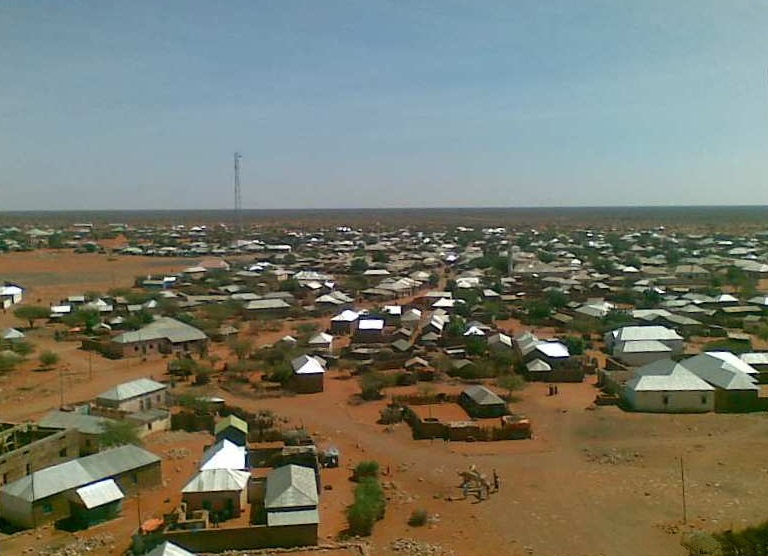
Vue aérienne de Galdogob

Galdogob, aussi Goldogob, est une ville située dans la région de Mudug, en Somalie. Elle se trouve approximativement à six kilomètres au sud-est de la frontière avec l'Éthiopie 